# Chaka Khan
Pour les articles homonymes, voir Khan (homonymie).
Yvette Marie Stevens, connue sous le nom de Chaka Khan, est une chanteuse américaine née le 23 mars 1953 à Chicago, dans l'Illinois (États-Unis), dans le district de South Side. Les chansons I'm Every Woman et Ain't Nobody (avec son groupe Rufus) ainsi que sa reprise de Prince I Feel for You comptent parmi ses plus grands succès. La chanteuse a reçu tout au long de sa carrière de nombreuses récompenses, notamment huit Grammy Awards. Elle a exploré des genres aussi divers que la soul, le funk, le disco, le jazz, le hip-hop, le blues, la pop et même le rock progressif avec Rick Wakeman ou les standards du Great American Songbook.

## Albums studio

### Avec Rufus
- Rags to Rufus (1974)
- Rufusized (1974)
- Rufus featuring Chaka (1975)
- Ask Rufus (1977)
- Street player (1978)
- Numbers (1979)
- Masterjam (1979)
- Party 'til you broke (1981)
- Camouflage (1981)
- Seal in red (1983)
- Stompin' at the Savoy (1983)
- Ain't Nobody (1983)

### En solo
- Chaka (1979)
- Naughty (1980)
- What cha' gonna do for me (1981)
- Chaka Khan (1982)
- Echoes of an era (1982)
- I Feel for You (1984)
- Destiny (1986)
- C.K. (1988)
- Life is a dance (1989)
- The woman I am (1992)
- Come 2 my house (1998)
- Classikhan (2004)
- Funk This (2007)
- Hello Happiness (2019)

### Participations
- 1981 : Rick Wakeman, 1984
- 1997 : Joe Henderson, Porgy and Bess
- 1998 : Prince, Newpower Soul[1],[2]
- 2000 : De La Soul, Art Official Intelligence: Mosaic Thump
- 2002 : Miles Davis, The Complete Miles Davis at Montreux, volume 14
- 2010 : Incognito, Transatlantic R.P.M.[3]
- 2019 : Ariana Grande, Nobody, pour le film Charlie's Angels[4]

## Reprises par d'autres artistes
- 1998 : Stardust, Music Sounds Better with You (échantillon et boucle des trois premières secondes de la chanson Fate)

## Apparitions
Au printemps 2012, elle est la tête d'affiche principale du festival lesbien californien, le Dinah Shore.
Le 6 décembre 2012, elle se produit à Los Angeles pour les Amis des Forces de Défense d'Israël (en) et aide à récolter plus de 14 millions de dollars pour ces derniers.